# Jupp Becker
Jakob Becker (* 14. September 1909 in Rheinhausen; † 1997 in Pinneberg) war ein deutscher Turn- und Sportlehrer.

## Leben und Wirken
Becker turnte selbst aktiv und nahm erfolgreich an nationalen und internationalen Wettkämpfen teil.
1946 wurde er als Turn- und Sportlehrer beim VfL Pinneberg sowie bei der Stadt Pinneberg im Vereins- und Schulsport tätig. Unter seiner Mitarbeit wurde der VfL Pinneberg zu einem großen Verein in Schleswig-Holstein aufgebaut. Er organisierte in Pinneberg und Hamburg internationale Wettkämpfe im Gerätturnen. Becker war sowohl auf Landesebene als auch auf Bundesebene für den Deutschen Turner-Bund als Fachmann für das Kunstturnen tätig.
Aus der Ehe mit Edith Becker geb. Eichstädt gingen zwei Söhne hervor, Hans-Jürgen und Holger, Kunstturner und Handballer.

## Auszeichnungen
- Turnhalle in Pinneberg
- Bundesverdienstkreuz, Verdienstmedaille (10. Mai 1982)[1]